# وانگن ایم آلگوی
شهر وانگِن ایم آلگوی (به آلمانی: Wangen im Allgäu) در ایالت بادن-وورتمبرگ در کشور آلمان واقع شده‌است.